# Johan Venegas
Pour les articles homonymes, voir Venegas.
Johan Venegas est un footballeur international costaricien né le 27 novembre 1988 à Puerto Limón. Il joue au poste d'attaquant avec la LD Alajuelense.

## Biographie

### Carrière de joueur
Johan Venegas commence sa carrière professionnelle avec Santos de Guápiles en deuxième division costaricienne et obtient la promotion en Primera División avec ce même club en 2009. Au cours du tournoi Clausura 2011, il est prêté au CD Barrio Mexico et participe à quatre rencontres tandis que son équipe se retire du championnat avant le terme de la saison. Il retourne alors à Santos de Guápiles où il joue seize matchs avant de se joindre à la formation du Puntarenas FC avec laquelle il obtient de la notoriété dans son championnat en inscrivant douze buts en trente-quatre parties.
Il rejoint alors la Liga Deportiva Alajuelense, le deuxième club le plus décoré au palmarès national. Il y joue pendant deux saisons au cours desquelles il participe à deux reprises à la Ligue des champions de la CONCACAF, atteignant autant de fois les demi-finales en 2014 et 2015. C'est au cours d'un double affrontement contre l'Impact de Montréal que la franchise québécoise le repère puis le signe en août 2015.

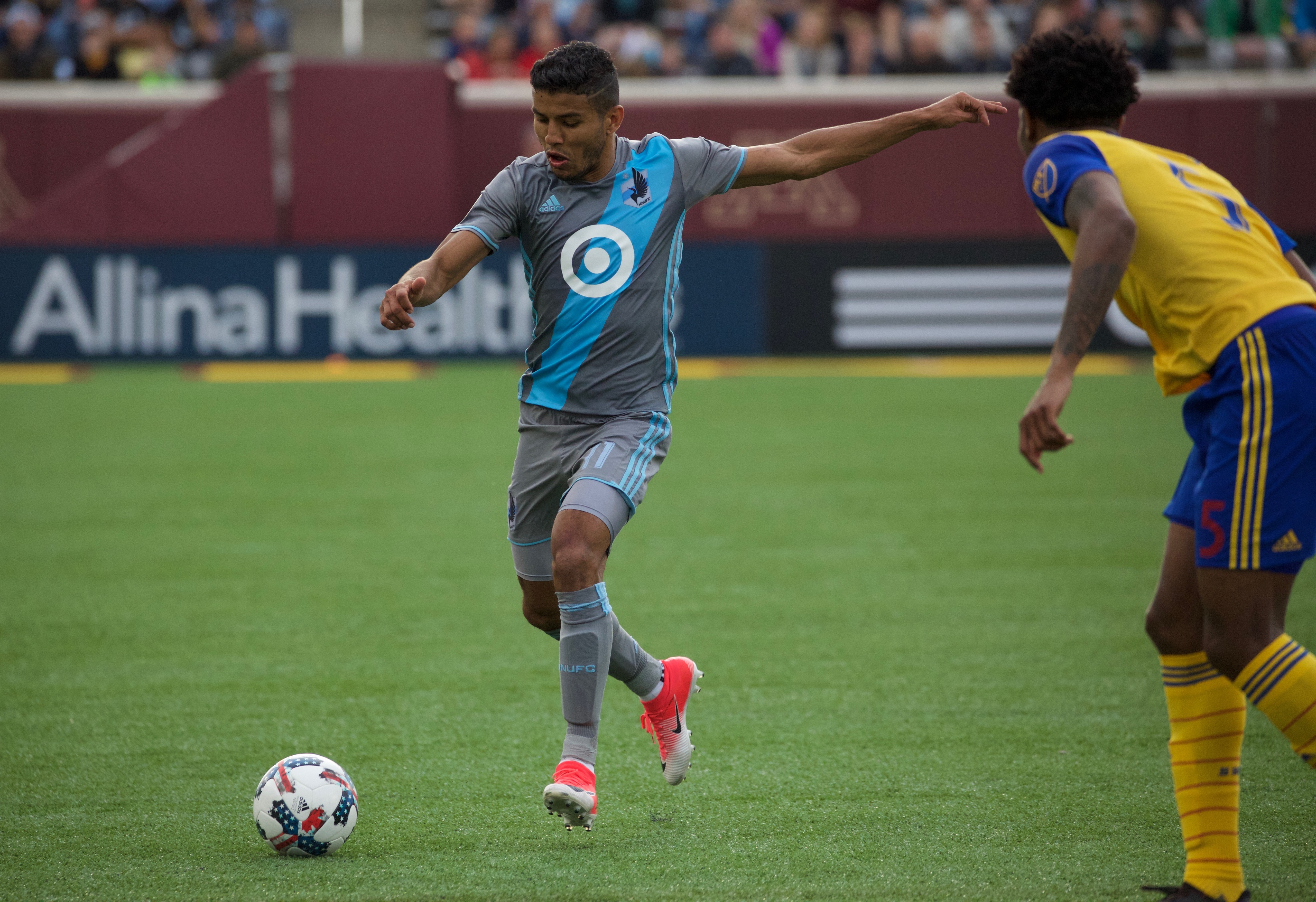
Venegas avec Minnesota United.

Après une saison et demie sans réussir à s'imposer comme titulaire de l'Impact, Venegas est échangé à Minnesota United contre Chris Duvall et une allocation monétaire.
Peinant une nouvelle fois à prendre ses marques au Minnesota, à l'issue de la saison 2017 de Major League Soccer, il est prêté au Deportivo Saprissa dans son pays natal. Le 26 novembre 2018, Minnesota United annonce que Johan Venegas, en fin de contrat, ne sera pas renouvelé. Il demeure néanmoins avec Saprissa et enchaîne les bonnes prestations en championnat comme sur la scène continentale comme au cours de la Ligue de la CONCACAF 2019 où il inscrit sept buts en neuf rencontres et remporte le tournoi tout en étant meilleur buteur et meilleur joueur. Il récidive d'ailleurs lors de l'édition 2020 en trouvant le chemin des filets à six reprises en deux matchs, jouant un grand rôle dans la qualification de son équipe pour la Ligue des champions de la CONCACAF 2021.

### Carrière internationale
Johan Venegas est convoqué pour la première fois par le sélectionneur national Paulo Wanchope pour un match de la Copa Centroamericana 2014 contre le Nicaragua le 3 septembre 2014. Il entre à la 67e minute à la place de Joel Campbell et à la 86e minute, il marque son premier but en sélection (victoire 3-0).
Johan Venegas est appelé par le sélectionneur Paulo Wanchope dans le groupe costaricien pour la Gold Cup 2015.
Le 3 novembre 2022, il est sélectionné par Luis Fernando Suárez pour participer à la Coupe du monde 2022.

## Palmarès

### En club
- Avec  Santos de Guápiles :
  - Champion de la deuxième division du Costa Rica en 2009.
- Avec la  LD Alajuelense :
  - Champion du Costa Rica en Apertura 2013
- Avec le  Deportivo Saprissa :
  - Champion du Costa Rica en Apertura 2018 et Apertura 2020
  - Vainqueur de la Ligue de la CONCACAF en 2019

### En sélection nationale
- Vainqueur de la Copa Centroamericana en 2014

### Distinctions individuelles
Lors de la Ligue de la CONCACAF 2019, il termine meilleur buteur avec sept réalisations et remporte le trophée du meilleur joueur de la compétition.

## Statistiques

### Statistiques détaillées
| Saison                | Club                      | Championnat           | Championnat | Championnat | Coupe(s) nationale(s) | Coupe(s) nationale(s) | Compétition(s) continentale(s) | Compétition(s) continentale(s) | Compétition(s) continentale(s) | Séries | Séries | Costa Rica | Costa Rica | Total | Total |
| Saison                | Club                      | Division              | M.          | B.          | M.                    | B.                    | Comp.                          | M.                             | B.                             | M.     | B.     | M.         | B.         | M.    | B.    |
| 2009-2010             | Santos de Guápiles        | Primera División      | 27          | 3           | -                     | -                     | -                              | -                              | -                              | -      | -      | -          | -          | 27    | 3     |
| 2010-2011             | Santos de Guápiles        | Primera División      | 16          | 1           | -                     | -                     | -                              | -                              | -                              | -      | -      | -          | -          | 16    | 1     |
| 2010-2011             | Barrio Mexico (prêt)      | Primera División      | 4           | 0           | -                     | -                     | -                              | -                              | -                              | -      | -      | -          | -          | 4     | 0     |
| 2011-2012             | Santos de Guápiles        | Primera División      | 16          | 0           | -                     | -                     | -                              | -                              | -                              | -      | -      | -          | -          | 16    | 0     |
| Sous-total            | Sous-total                | Sous-total            | 59          | 4           | 0                     | 0                     | -                              | 0                              | 0                              | 0      | 0      | -          | -          | 59    | 4     |
| 2012-2013             | Puntarenas FC             | Primera División      | 34          | 12          | -                     | -                     | -                              | -                              | -                              | -      | -      | -          | -          | 34    | 12    |
| 2013-2014             | LD Alajuelense            | Primera División      | 34          | 4           |                       |                       | LCC                            | 5                              | 0                              | -      | -      | -          | -          | 39    | 4     |
| 2014-2015             | LD Alajuelense            | Primera División      | 38          | 13          |                       |                       | LCC                            | 8                              | 2                              | -      | -      | 15         | 4          | 61    | 19    |
| Sous-total            | Sous-total                | Sous-total            | 72          | 17          | 0                     | 0                     | -                              | 13                             | 2                              | 0      | 0      | 15         | 4          | 100   | 23    |
| 2015                  | Impact de Montréal        | MLS                   | 12          | 1           | 2                     | 0                     | -                              | -                              | -                              | 2      | 1      | 5          | 0          | 21    | 2     |
| 2016                  | Impact de Montréal        | MLS                   | 20          | 1           | 0                     | 0                     | -                              | -                              | -                              | 5      | 0      | 10         | 3          | 35    | 4     |
| Sous-total            | Sous-total                | Sous-total            | 32          | 2           | 2                     | 0                     | -                              | 0                              | 0                              | 7      | 1      | 15         | 3          | 56    | 6     |
| 2017                  | Minnesota United          | MLS                   | 19          | 2           | 0                     | 0                     | -                              | -                              | -                              | -      | -      | 14         | 2          | 33    | 4     |
| 2017-2018             | Deportivo Saprissa (prêt) | Primera División      | 25          | 5           | -                     | -                     | LCC                            | 2                              | 0                              | -      | -      | 5          | 1          | 32    | 6     |
| 2018-2019             | Deportivo Saprissa        | Primera División      | 37          | 16          | -                     | -                     | LCC                            | 2                              | 1                              | -      | -      | 2          | 0          | 41    | 17    |
| 2019-2020             | Deportivo Saprissa        | Primera División      | 36          | 13          | -                     | -                     | LC+LCC                         | 9+2                            | 7+1                            | -      | -      | 4          | 1          | 51    | 22    |
| 2020-2021             | Deportivo Saprissa        | Primera División      | 13          | 9           | 1                     | 0                     | LC+LCC                         | 2+0                            | 6+0                            | -      | -      | 3          | 0          | 19    | 15    |
| Sous-total            | Sous-total                | Sous-total            | 111         | 43          | 1                     | 0                     | -                              | 17                             | 15                             | 0      | 0      | 28         | 2          | 157   | 60    |
| 2020-2021             | LD Alajuelense            | Primera División      | 23          | 13          | -                     | -                     | LCC                            | 1                              | 0                              | -      | -      | 9          | 0          | 33    | 13    |
| 2021-2022             | LD Alajuelense            | Primera División      | 31          | 16          | 1                     | 1                     | LC                             | 1                              | 1                              | 6      | 1      | 12         | 0          | 51    | 19    |
| 2022-2023             | LD Alajuelense            | Primera División      | 10          | 6           | -                     | -                     | LC                             | 8                              | 3                              | 2      | 0      | 4          | 0          | 24    | 9     |
| Sous-total            | Sous-total                | Sous-total            | 64          | 35          | 1                     | 1                     | -                              | 10                             | 4                              | 8      | 1      | 25         | 0          | 108   | 41    |
| Total sur la carrière | Total sur la carrière     | Total sur la carrière | 395         | 115         | 4                     | 1                     | -                              | 40                             | 21                             | 15     | 2      | 83         | 11         | 537   | 150   |

### Buts en sélection
Le tableau suivant liste les résultats de tous les buts inscrits par Johan Venegas avec l'équipe du Costa Rica.